# Anacamptodes albigenaria
Anacamptodes albigenaria är en fjärilsart som beskrevs av Walker 1860. Anacamptodes albigenaria ingår i släktet Anacamptodes och familjen mätare. Inga underarter finns listade i Catalogue of Life.